# Ichthyophis glutinosus
Espèce
Synonymes
- Caecilia glutinosa Linnaeus, 1758
- Coecilia viscosa Latreille, 1801
- Ichthyophis forcarti Taylor, 1965

Statut de conservation UICN

 LC  : Préoccupation mineure
Ichthyophis glutinosus est une espèce de gymnophiones de la famille des Ichthyophiidae.

## Répartition
Cette espèce est endémique du Sri Lanka. Elle se rencontre de 50 à 1 355 m d'altitude.

## Description
Comme tous les gymnophiones, elle est apode. Elle mesure jusqu'à 45 cm. Elle est brune avec des reflets bleus. Elle vit sous terre, principalement dans les sols boueux et les marais.

## Publication originale
- Linnaeus, 1758 : Systema naturae per regna tria naturae, secundum classes, ordines, genera, species, cum characteribus, differentiis, synonymis, locis, ed. 10 (texte intégral).